# كالوم ميلن
كالوم ميلن (بالإنجليزية: Callum Milne)‏ (27 أغسطس 1965 بإدنبرة في المملكة المتحدة - ) هو لاعب كرة قدم بريطاني في مركز الظهير. لعب مع نادي بارتيك ثيسل ونادي هيبرنيان وWhitburn F.C. ‏.

## وصلات خارجية
- كالوم ميلن على موقع قاعدة بيانات كرة القدم.إي يو (الإنجليزية)